# Dino Ciarlo
Dino Ciarlo (Savona, 2 giugno 1917 – Roma, 2 marzo 2012) è stato un generale italiano, capo di stato maggiore dell'Aeronautica Militare dal 27 febbraio 1974 al 20 giugno 1977.

## Biografia
Nacque a Savona il 2 giugno 1917. Tra il 21 ottobre 1936 e il 3 aprile 1939 frequentò l'Accademia Aeronautica di Caserta, corso Rex, volando a bordo degli addestratori Breda Ba.25 e IMAM Ro.41. Ottenuta la nomina a pilota militare, prese servizio nella Regia Aeronautica. Dopo l'entrata in guerra dell'Italia, avvenuta il 10 giugno 1940, e il successivo attacco alla Grecia del mese di ottobre, prestò servizio su quel fronte. In quello stesso mese fu abbattuto e fatto prigioniero.
Rientrato in Italia nell’aprile 1946 riprese servizio nell'Aeronautica Militare, assegnato al 51º Stormo Caccia, dove ricoprì l’incarico di comandante del 21º Gruppo. Quando tale Stormo fu elevato al ruolo di 51ª Aerobrigata, assunse il comando del Reparto volo.
Ricoprì l'incarico di Addetto militare presso l’Ambasciata italiana a Stoccolma dal 1959 al 1962, e di comandante della 6ª Aerobrigata fino al 1964. Assegnato successivamente al Gabinetto del Ministro della Difesa, fu prima vice capo di Gabinetto e poi, successivamente, capo di Gabinetto. Dal settembre 1970 al febbraio 1972 ricoprì il ruolo di vice comandante della 2ª Regione Aerea, e dal febbraio 1972 all'aprile 1973 quello di Sottocapo di Stato maggiore della Difesa.
Dal 27 febbraio 1974 al 20 giugno 1977 fu Capo di Stato maggiore dell'Aeronautica. Nel novembre 1988 fu temporaneamente arrestato, assieme ai generali Piero Piccio e Enrico Marescalchi, nell'ambito delle indagini condotte dalla magistratura veneziana sul Douglas C-47 Dakota (MM. 61832) dell'Aeronautica Militare (volo Argo 16) precipitato a Marghera il 23 novembre 1973. Dopo una notte in cella fu rilasciato su ordine del giudice istruttore Carlo Mastelloni.
Morì a Roma il 2 marzo 2012.

### Annotazioni
1. ↑  Ricoprì tale incarico dal settembre 1969 all’aprile del 1970, e dall’aprile 1973 al febbraio 1974.
2. ↑  All'epoca ministro della difesa era Mario Tanassi, e capo del Servizio informazioni difesa (SID) il generale Vito Miceli.

### Fonti
1. 1 2 3 4 5 6 7  Aeronautica n.3, marzo 2012, p. 41.
2. 1 2  Giorgio Cecchetti, Manette per l'ex generale, in La Repubblica, Roma, 29 novembre 1988.
3. ↑  Giorgio Cecchetti, Dall'Argo 16 a Ustica, i segreti di un generale, in La Repubblica, Roma, 30 novembre 1988.
4. ↑  Sito web del Quirinale: dettaglio decorato.

### Periodici
- Dino Ciarlo, in Aeronautica, n. 3, Roma, Associazione Arma Aeronautica, marzo 2012,  p. 41.